# Vethem
Vethem ist ein Ortsteil der Stadt Walsrode im niedersächsischen Landkreis Heidekreis. In dem Heidedorf leben ungefähr 350 Einwohner auf einer Fläche von 12,0 km². 

## Geografie
Vethem liegt sechs Kilometer westlich vom Kernort Walsrode am Vethbach. Mit seinen Ortsteilen Helmsen, Blankemühlen, Maienbruch und Hegersberg gehört Vethem zum Kirchspiel Kirchboitzen. Es liegt abseits der großen Straßen in ruhiger Lage am Rande des Landschaftsschutzgebietes "Vethbachtal". Die Umgebung stellen Wiesen und Felder in der Nähe des Vehmsmoores (Fläche = 255 ha = 2,55 km²) dar. In ihm wurde jahrhundertelang Torf gestochen. Seit 1990 steht es unter Naturschutz.
Nachbarorte sind (von Norden aus im Uhrzeigersinn) Fulde, Schneeheide, Kirchboitzen, Groß Eilstorf, Südkampen und Nordkampen.

## Geschichte
Erste urkundliche Erwähnung zu Vethem findet sich im Jahr 1261. 
Seit der Gebietsreform, die am 1. März 1974 in Kraft trat, ist die vorher selbstständige Gemeinde Vethem eine von 23 Ortschaften der Stadt Walsrode.

## Politik
Ortsvorsteher ist Heinz-Jürgen Ahrens.

## Kultur und Sehenswürdigkeiten
- Im Naturschutzgebiet Vehmsmoor ist ein Birken-Kiefernbruchwald zu finden, ebenso wie z. B. Wollgras, Moosbeere, Erikaheide, Sonnentau, Torfmoose und Pfeifengras überall. Hier hat sich der Kranich wieder zur Brut eingefunden.[2]

Siehe auch Liste der Baudenkmale in Walsrode (Außenbezirke)#Vethem

## Wirtschaft und Infrastruktur
Vethem liegt fernab des großen Verkehrs. Die Bundesautobahn 27 verläuft drei Kilometer entfernt nördlich. Die von Walsrode über Rethem nach Nienburg/Weser führende Bundesstraße 209 verläuft westlich, drei Kilometer entfernt. 
In Vethem gibt es keine Straßenbezeichnungen, sondern nur Hausnummern, nach denen sich Einwohner, Postboten, Lieferanten und Besucher orientieren müssen.